# اوآرای

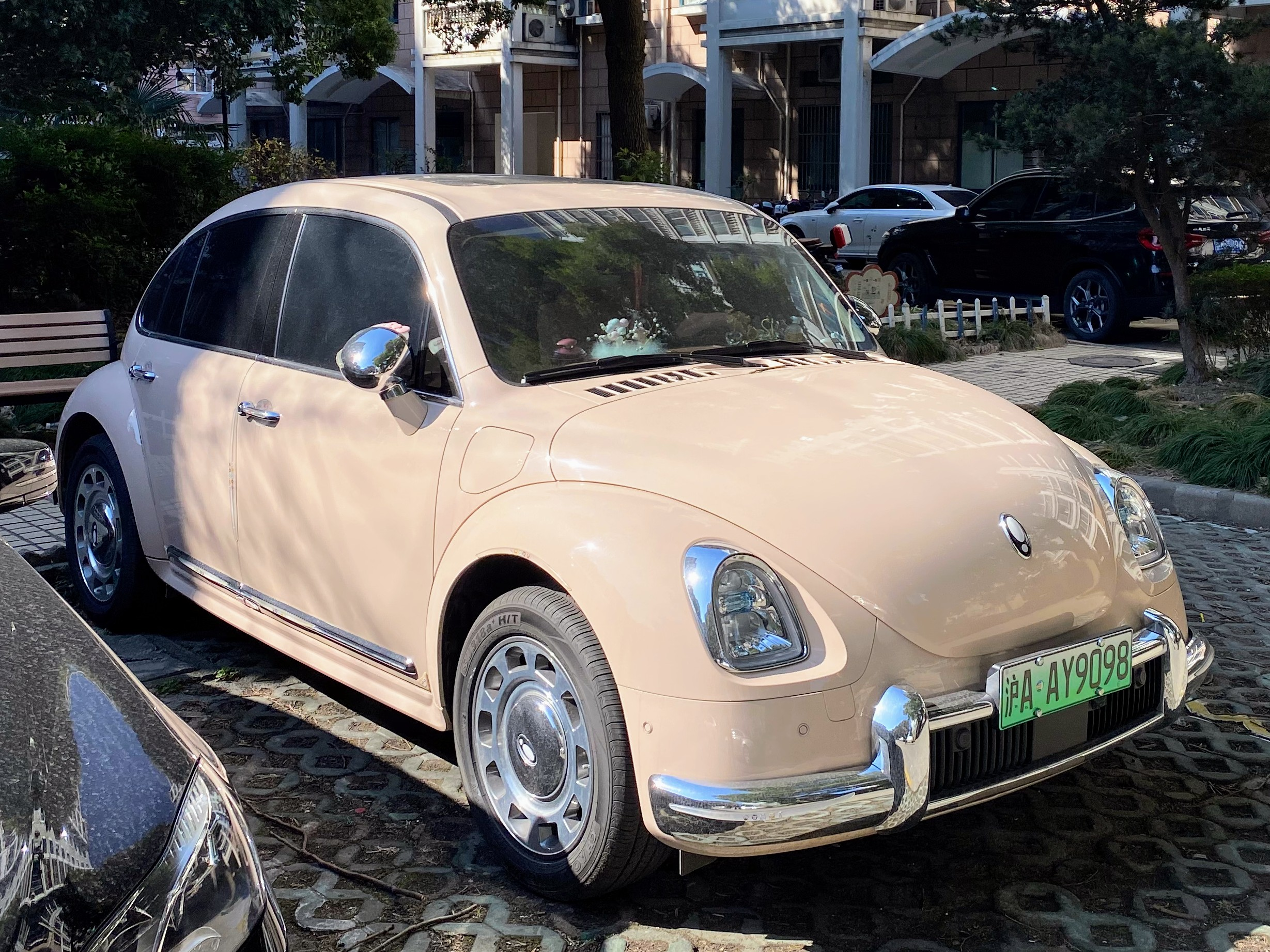
اوآرای مدل بلت کت

اوآرای (به انگلیسی: ORA) یک شرکت خودروسازی چینی است، که در سال ۲۰۱۸ تأسیس شد.